# Ober Ost
Ober Ost (prescurtare a denumirii germane Oberbefehlshabers der gesamten deutschen Streitkräfte im Osten) era administrația militară imperială germană din timpul Primului Război Mondial, care a guvernat teritoriile ocupate din Imperiul Rus. Acest teritoriu avea o suprafața de aproximativ 108.808 km² și cuprindea Curlanda, Lituania și zonele poloneze Augustów și Suwałki. Această autoritate a fost creată de Oberste Heeresleitung în 1915 și primul ei comandant a fost Prințul Leopold de Bavaria.

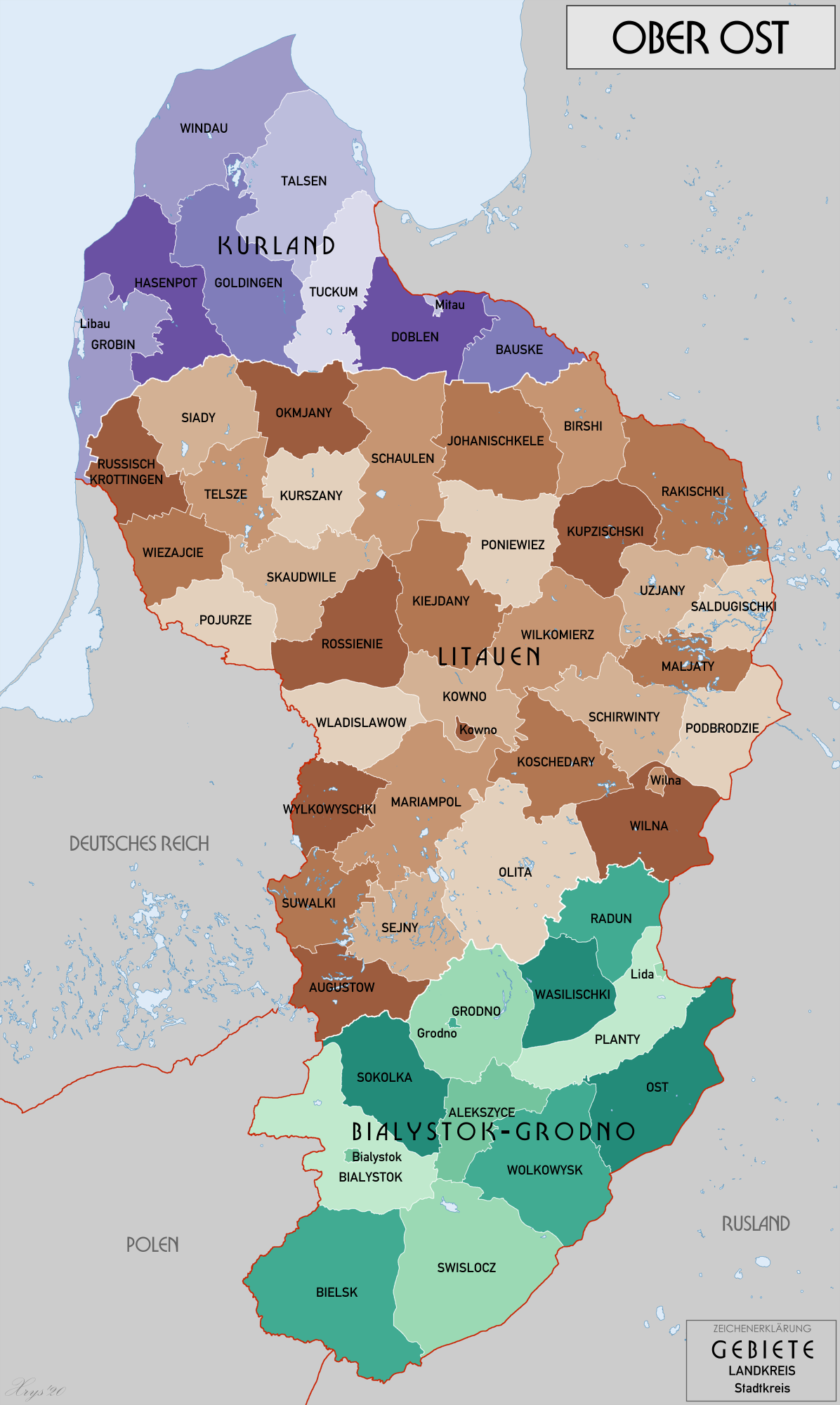
Harta Administrativă